# Reginald Brabazon, 12. Earl of Meath

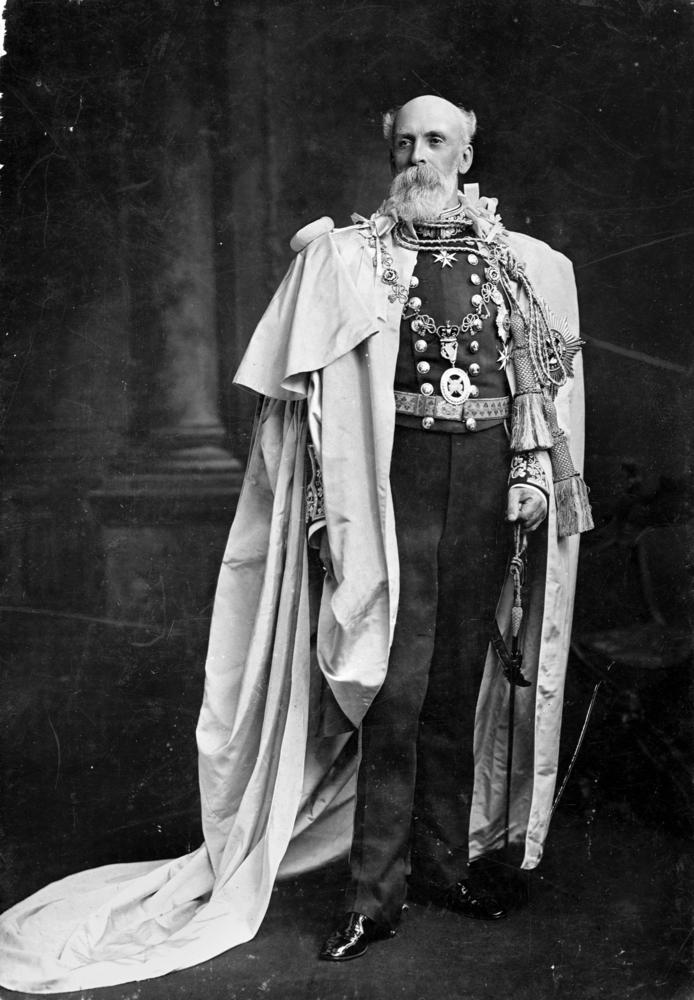
Reginald Brabazon, 12. Earl of Meath (1908)

Reginald Brabazon, 12. Earl of Meath KP, GCVO, GCVO, PC (I), JP (*  31. Juli 1841; † 11. Oktober 1929) war ein britischer Diplomat, Politiker und Peer. Er war von 1887 bis 1929 Mitglied des House of Lords und von 1898 bis zur Gründung des Irischen Freistaates 1922 letzter Lord Lieutenant des County Dublin.

## Leben

### Familiäre Herkunft und Diplomat
Reginald Brabazon war das dritte Kind des Politikers William Brabazon, der zwischen 1832 und 1835 sowie erneut von 1837 und 1841 den Wahlkreis County Dublin als Mitglied des Unterhauses (House of Commons) vertrat und 1841 als 11. Earl of Meath Mitglied des Oberhauses wurde, sowie dessen Ehefrau Harriot Brooke, einer Tochter von Richard Brooke, 6. Baronet. Seine ältere Schwester Kathleen Harriot Brabazon verstarb am 15. Februar 1930 unverheiratet. Sein älterer Bruder Jacques Le Normand Brabazon verstarb bereits im August 1844 im Alter von nur fünf Jahren, sodass er selbst Titelanwärter (Heir Presumptive) wurde.
1863 trat Brabazon in das Außenministerium (Foreign Office) ein und wurde 1866 in den diplomatischen Dienst übernommen. Nachdem er zunächst Zweiter Sekretär an der Gesandtschaft beim Deutschen Bund in Frankfurt am Main war, wurde er 1866 Zweiter Sekretär an der Gesandtschaft beim Norddeutschen Bund in Berlin, ehe er 1870 Zweiter Sekretär an der Gesandtschaft in den Niederlanden wurde. Zuletzt wurde er 1873 Legationssekretär an der Gesandtschaft in Griechenland. Danach war er 1883 zunächst Sheriff des County Wicklow sowie im Anschluss von 1883 bis 1901 Aide-de-camp von Königin Victoria für Angelegenheiten der Miliz.

### Earl of Meath und Lord Lieutenant des County Dublin
Beim Tode seines Vaters erbte Brabazon am 26. Mai 1887 dessen irischen Adelstitel als 12. Earl of Meath und 13. Baron Brabazon, sowie den britischen Adelstitel als 3. Baron Chaworth. Mit letzterem war unmittelbar ein Sitz im House of Lords verbunden, dem er bis zu seinem Tod am 11. Oktober 1929 42 Jahre lang angehörte. Am 9. Juli 1887 wurde er ferner Honorary Colonel des 5. Bataillons der Royal Dublin Fusiliers.
Zugleich wurde er 1887 Mitglied des Privy Council von Irland (PCI) und gehörte zwischen 1889 und 1892 sowie erneut von 1898 bis 1901 als Alderman dem London County Council (LCC) an, der Verwaltung der 1889 geschaffenen County of London. Am 27. März 1896 wurde er Knight of Grace des Order of Saint John (KGStJ).
Am 12. Mai 1898 wurde Brabazon Nachfolger von Ion Hamilton, 1. Baron HolmPatrick als Lord Lieutenant des County Dublin und übte diese Funktion bis zur Gründung des Irischen Freistaates am 6. Dezember 1922 aus. Des Weiteren wurde er am 2. August 1899 auch Knight of Justice des Order of Saint John (KJStJ). Zugleich war er nach dem Tode von Königin Victoria 1901 auch Miliz-Aide-de-camp von König Eduard VII. Daneben fungierte er zeitweilig als Friedensrichter (Justice of the Peace) des County Dublin und des County Wicklow. 1902 wurde er Kanzler der Royal University of Ireland und bekleidete diesen Posten bis zu seiner Ablösung durch Bernard Fitzpatrick, 2. Baron Castletown 1906. Für seine dortigen Verdienste wurde er am 13. April 1905 Ritter von St. Patrick (KP) Am 21. Juni 1908 wurde er abermals Honorary Colonel des 5. Bataillons der Royal Dublin Fusiliers. Darüber hinaus wurde er 1920 Knight Grand Cross des Order of the British Empire (GBE) sowie am 2. Juni 1923 auch Knight Grand Cross des Royal Victorian Order (GCVO).

### Ehe und Nachkommen
Am 7. Januar 1868 heiratete Brabazon Mary Jane Maitland, deren Vater Admiral Thomas Maitland, 11. Earl of Lauderdale unter anderem zwischen 1860 und 1862 Oberkommandierender der Royal Navy im Pazifischen Ozean (Pacific Station) sowie später von 1866 bis 1873 First and Principal Naval Aide-de-Camp war.
Aus dieser Ehe gingen vier Söhne und zwei Töchter hervor. Der älteste Sohn Reginald Le Normand Brabazon nahm als Offizier der Irish Guards am Zweiten Burenkrieg sowie am Ersten Weltkrieg teil und wurde 1919 zum Brigadier-General befördert. Beim Tod seines Vaters erbte er den Titel als 13. Earl of Meath sowie die nachgeordneten Titel. Er war mit Aileen May Wyndham-Quin verheiratet, einer Tochter von Windham Wyndham-Quin, 4. Earl of Dunraven and Mount-Earl.
Sein zweitältester Sohn Arthur Lauderdale Le Normand Brabazon diente als Captain im 5. Bataillon der Royal Dublin Fusiliers, während sein drittältester Sohn Claud Maitland Patrick Brabazon als Offizier der Irish Guards ebenfalls am Zweiten Burenkrieg sowie am Ersten Weltkrieg teilnahm und zuletzt als Lieutenant-Colonel bei der Royal Air Force diente. Seine älteste Tochter Mary Florence Brabazon war von 1904 bis zu dessen Tod 1932 mit Lieutenant-Colonel Harold Edward Sherwin Holt verheiratet. Der jüngste Sohn Ernest William Maitland Molyneux Brabazon diente als Captain der Coldstream Guards im Ersten Weltkrieg und fiel am 17. Juni 1915 im Kampfeinsatz in Frankreich. Die jüngste Tochter Violet Constance Maitland Brabazon war von 1909 bis zu ihrem Tod 1936 mit James Grimston, 4. Earl of Verulam verheiratet.